# Hilde Holger
Hilde Holger, rojena kot Hilde Boman-Behram, s pravim imenom Hilde Sofer, avstrijsko-britanska plesalka in koreografka judovskega porekla * 18. oktober 1905 Dunaj, † 22. september 2001, London. 
Bila je pomembna predstavnica ekspresionističnega plesa prve polovice 20. stoletja.  V drugi polovici je začela eksperimentirati s t.i. integralnim plesom, ki je v umetnost vključil ljudi z motnjami v duševnem razvoju, in s plesno terapijo.

## Življenje
Rodila se je v liberalni judovski družini na Dunaju.  Njen oče Alfred je pisal poezijo in umrl leta 1908.  Od takrat je živela v hiši svojih starih staršev na Dunajskem predmestju Pötzleinsdorf, skupaj z materjo in sestro Heidi. 1] Začela je plesati pri šestih letih.  Pri štirinajstih letih je vstopila na Državno akademijo za glasbo in upodabljajočo umetnost na Dunaju, kjer je postala njena učiteljica radikalna plesalka Gertrud Bodenwieser, promotorka ekspresionističnega plesa, ki je nastal kot avantgardna uporniška gesta proti tradicionalnemu baletu, zlasti v Srednji Evropi in ZDA.  Holger je kmalu postala glavna plesalka ansambla Bodenwieser in s to družbo potovala po vsej Evropi.  Sčasoma je ustanovila tudi svojo plesno skupino (Hilde Holger Tanzgruppe).  Pri osemnajstih, torej leta 1923, je imela svoj prvi samostojni nastop v Paviljonu secesije, ki je nato postal njena glavna platforma.  Njene koreografije so uporabljale klasične avtorje, kot so Bach, Schubert, Debussy, Handel, vendar si je postopoma iskala pot tudi k sodobnim skladateljem (Bartók, Prokofjev), med katerimi je bil tudi češki modernist Karel Boleslav Jirák, na čigar glasbo je leta 1929 ustvarila predstavo Lebenswende.  V tistem času je nastopala tudi v Franciji, na Poljskem in na Češkoslovaškem.  Leta 1926 je ustanovila Novo šolo gibalnih umetnosti v Palais Ratibor, prav v osrčju Dunaja.  Njene otroške predstave so se plesale v parkih in pred dunajskimi spomeniki.  Prijavila se je k levici in nekatere njene predstave so to jasno razkrivale.  V reakciji na nacizem in naraščajoči antisemitizem je ustvarila tudi nekatera dela z judovsko tematiko (Hebräischer Tanz, 1929; Kabbalistischer Tanz, 1933; Ahasuerus, 1936).
Po tem, ko je nacistična Nemčija zasedla Republiko Avstrijo, je Holger pobegnila iz Dunaja (njena mati in očim sta kasneje umrla med holokavstom).  Želela je v Anglijo, vendar ji je bil vstop zavrnjen.  Zato je odšla v Indijo, kjer se je sprva preživljala kot maserka, a se je kmalu vrnila k plesu.  V Indiji je imela priložnost v svoje delo vključiti nove izkušnje, zlasti gibe rok indijskega plesa.  V Bombaju je spoznala umetnostljubnega zdravnika Ardershira Kavasjija Boman-Behrama, ki ga je leta 1940 vzela za moža.  Leta 1941 je v Bombaju ustanovila novo plesno šolo, v katero je sprejela študente vseh kast in veroizpovedi.  Med njene učenke je spadala na primer Rukmini Devi Arundale.
Leta 1948 sta Holger in njen mož zaradi naraščajočih napetosti med indijskimi muslimani in hindujci emigrirala v Veliko Britanijo.  Znova je ustanovila svojo skupino Holger Modern Ballet Group, s katero je leta 1952 med drugim uprizorila  Predstava Slovanski plesi z uporabo glasbe Antonína Dvořáka.  Prebojna pa je bila predvsem predstava Pod morjem na odru gledališča Sadler’s Wells.  Delo, navdihnjeno z glasbo Camille Saint-Saënsa, je tu prvič predstavila leta 1955.  V Londonu je ponovno ustanovila tudi lastno šolo, The Hilde Holger School of Contemporary Dance.  Šola je bila znana po tem, da je iz nje prihajalo veliko kreativnih ljudi, ne le na področju plesa. Med njenimi učenci so bili na primer igralka Jane Asher, filozof Ivan Illich, pianistka Marion Stein ali pantomimist Lindsay Kemp.
Holger je imela z možem dva otroka, hči Primavera (* 1946) je postala plesalka, kiparka in oblikovalka nakita, drugi otrok, sin po imenu Darius, pa se je leta 1949 rodil z Downovim sindromom.  To je Holgerja spodbudilo k delu z invalidi.  Ustvarila je obliko plesne terapije za duševno prizadete otroke.  Bila je prva koreografinja, ki je mešala profesionalne plesalce z otroki in mladostniki z duševnimi motnjami.  V tem kontekstu se je začelo govoriti o "integralnem" (ali integracijskem) plesu, pri katerem gre plesalcu za izražanje prvinskih otroških čustev in doživetij, kar prizadeti otroci počnejo spontano, profesionalni plesalec pa se od njih pravzaprav uči.  Holger je vedno poudarjala, da je treba s prizadetim študentom ravnati popolnoma enako kot z neprizadetim, kar pa je včasih vodilo tudi do kritik, da je preveč stroga do invalidnih učencev.  Rezultati pa so bili neizpodbitni, zlasti predstava Towards the Light leta 1968 na odru gledališča Sadler’s Wells Theatre je postala pionirska.  Kus je uporabljal glasbo Edvarda Griega.  Šlo je za eno prvih celovitih del na profesionalni sceni.
Eden od Hildinih študentov, Wolfgang Stange, je nadaljeval z delom z ljudmi z motnjami, kot sta Downov sindrom in avtizem, ter z ljudmi s telesnimi ovirami.  Njegova plesna skupina Stange's Amici Dance Theatre Company je leta 1996 ustvarila predstavo z naslovom Hilde, v čast Holgerjevi.  Predstava je bila premierno uprizorjena v gledališču Riverside v Londonu, leta 1998 pa tudi v Odeonu na Dunaju.  Sama se je vedno priznavala svoje dunajske korenine in v več delih počastila ustvarjalno vzdušje Dunaja v začetku 20. stoletja.  